# Paul Cornu (inventeur)
Pour les articles homonymes, voir Paul Cornu et Cornu.
Paul Cornu, né le 15 juin 1881 à Glos-la-Ferrière (Orne) et mort le 6 juin 1944 à Lisieux (Calvados), est un inventeur et aviateur français, un des pionniers de l'hélicoptère.

## Biographie
Né à Glos-la-Ferrière, dans l’Orne, près de L'Aigle, Paul Cornu était l’aîné d'une famille de 15 enfants. Il a neuf ans en 1890 quand sa famille s’installe à Lisieux. Son père, Jules, était très habile. Il savait dessiner et avait fait lui-même quelques inventions. En 1884, il établit notamment un projet de dirigeable qui présente plusieurs analogies avec certains dispositifs du Zeppelin. C’est lui qui lancera son fils.
Certificat d'études en poche, Paul réalise sa première invention à 14 ans : un régulateur de température pour couveuse. Pour faire bouillir la marmite, les Cornu père et fils réparent vélos et machines à coudre dans leur atelier, près de la gare. Ils sont bien connus et estimés des nombreux chauffeurs parisiens qui roulent vers la côte normande.
Parallèlement, ils mettent au point un vélo à moteur, un tricycle à vapeur, une pendule thermique, une moto, et bien d'autres créations. Ils se font connaître grâce à la publication de leurs travaux dans des revues. En 1904, ils réalisent une « voiturette ultralégère » à deux moteurs (un pour chaque roue arrière) qui atteint la vitesse de 70 km/h. Ils reçoivent des commandes d’industriels d’Ukraine, de Roumanie ou d’Angleterre… mais aussi de médecins de campagne. Elle ne sera pourtant jamais commercialisée ; les Cornu n'ont pas le sens des affaires.
En 1905, Paul Cornu commence à s’intéresser à l’aviation et au décollage vertical. Des quantités de maquettes avaient déjà volé, mais pas de modèle grandeur nature. Un an plus tard, l’inventeur tente un essai devant les notables de la ville, ce qui lui permet d’obtenir 12 000 FRF de souscriptions pour construire le modèle définitif. L’engin ressemble à un gros insecte équipé de deux hélices montées sur de grandes roues de bicyclette.
Comme un millier de Lexoviens, il meurt à Lisieux à 62 ans en 1944, écrasé sous les bombardements alliés. Sous les décombres ont disparu les quelques éléments de l’hélicoptère qu’il avait conservés, les plans, et une grande maquette. Heureusement, une caisse de documents a été sauvée, elle contenait le journal manuscrit des expériences, une importante correspondance, des coupures de journaux, des articles de revues françaises et étrangères, et beaucoup de photos et de cartes postales. Tous ces documents ont été déposés par la famille de Paul Cornu au musée d'Art et d'Histoire de Lisieux.
La ville de Lisieux n’a jamais oublié Paul Cornu ; depuis 1969, un des deux principaux lycées de la ville, le lycée technique, porte son nom.

## L’hélicoptère

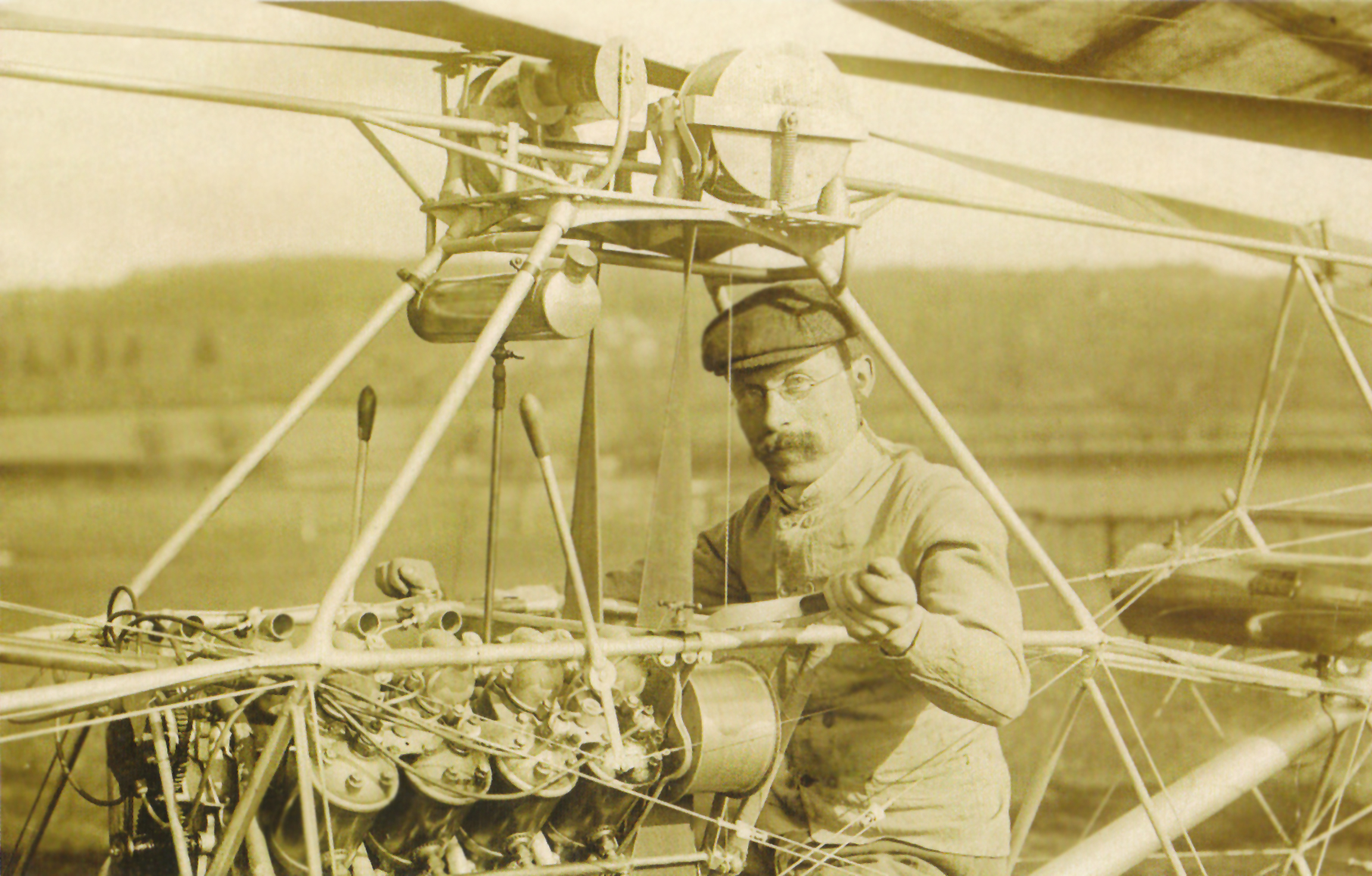
Paul Cornu aux commandes de son hélicoptère à Coquainvilliers, près de Lisieux, en 1907.

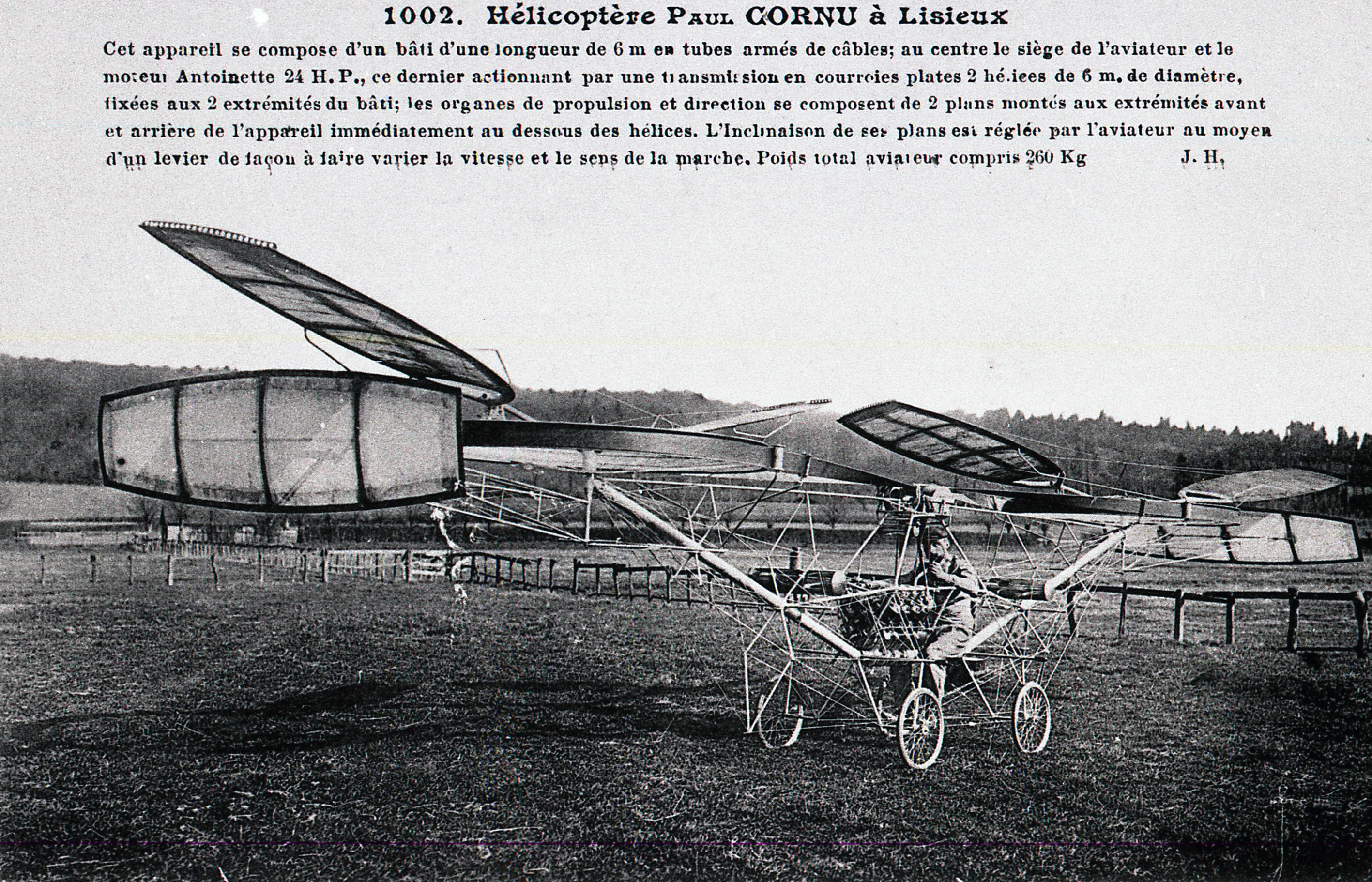
Photo de l'hélicoptère de Paul Cornu imprimée sur une carte postale, avec une brève description de sa fabrication, de sa structure et de son fonctionnement.

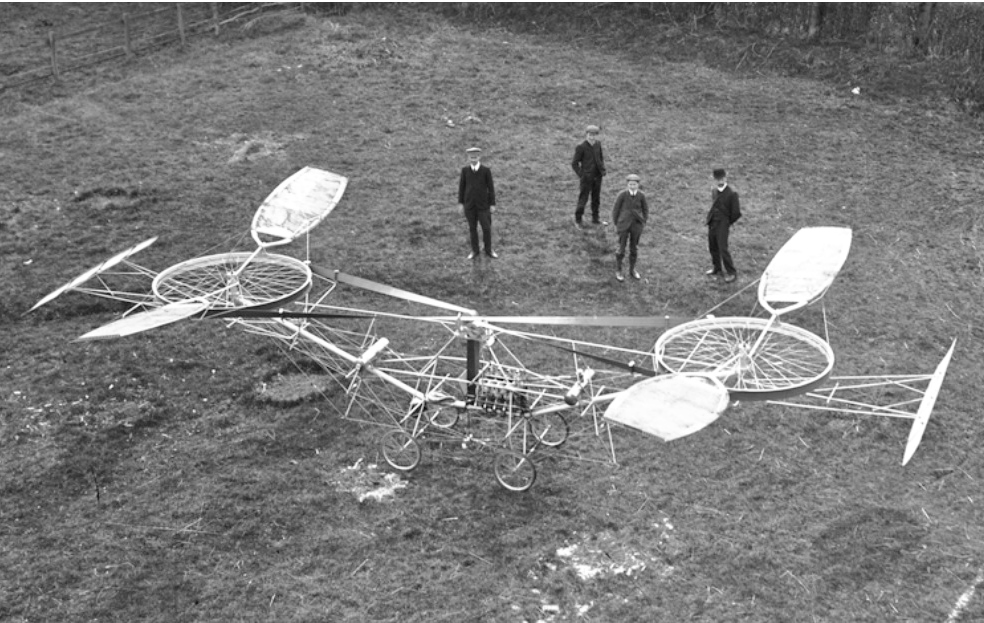
L'hélicoptère de Paul Cornu.

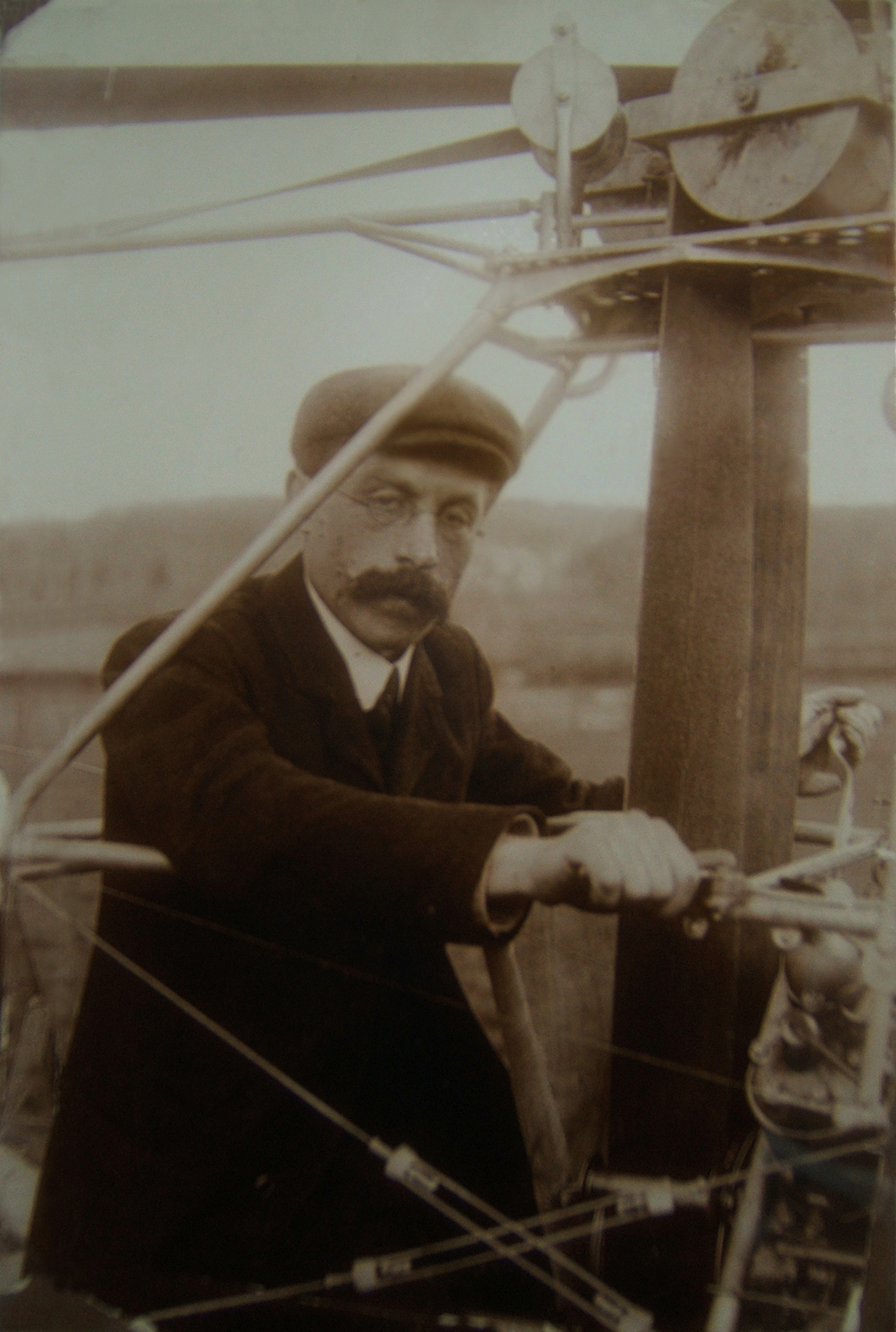
Paul Cornu aux commandes de son hélicoptère.

L’aéronef à hélice sustentatrice est né des mains et dans la tête de cet ingénieux bricoleur qui avait inventé la bicyclette à moteur et la voiturette.
Il est le premier à avoir décollé à bord d’un hélicoptère de sa fabrication dans un champ de Coquainvilliers, près de la rivière Touques, dans les environs de Lisieux, le 13 novembre 1907. L’après-midi, ce jour-là, à la seconde mise en marche, l’appareil se soulève avec son sac de 55 kg (figurant le pilote). Paul Cornu essaie de le maintenir mais il se trouve enlevé. Son frère, Jacques, resté accroché au bâti de l’engin, est presque enlevé, lui aussi. Il s’en faut de peu pour que l’appareil leur échappe. Paul Cornu saute alors à plat ventre sur l’une des poignées et, se cramponnant d’une main au châssis, il parvient de l’autre à diminuer l’avance à l’allumage.
L’appareil retouche le sol sans aucun dégât. Ce ne fut pas une odyssée au firmament, juste quelques secondes de lévitation à 1,50 m de haut. Ce fut néanmoins un vol historique, un saut de puce et de géant à la fois. Pour la première fois, une machine s’est affranchie du sol sans élan avec un homme à bord. Il y avait du rêve d’Icare dans la trouvaille de Paul Cornu, alors âgé de 26 ans.
Cette date du 13 novembre 1907 est citée dans toutes les histoires de l’aviation, comme étant celle du premier vol libre d’un hélicoptère avec son pilote.
En réalité, le premier vol vraiment contrôlé aura lieu, d’après le journal des essais, quelques jours plus tard (l’appareil est alors retenu par des cordes : ce n’est donc pas un « vol » libre). Mais on comprend que, après les émotions du 13 novembre, les autres expériences aient fait figure de « vols de routine ».
Pour les essais, l’installation était simple : un plancher dans un herbage sur lequel était posé l’engin.
L’hélicoptère Paul Cornu était muni d’une selle, de quatre roues de vélo et de deux hélices sustentatrices de six mètres de diamètre en guise de rotor. Son moteur était un Antoinette de 24 ch. C’est une immense courroie de 22 mètres qui actionne les deux hélices. À chaque extrémité de l’appareil, un plan inclinable reçoit l’air refoulé par l’hélice et assure la propulsion horizontale. Le poids de l’appareil atteignait 330 kg (avec le pilote).
Quelques mois avant Paul Cornu, deux autres Français, Louis Breguet et Maurice Léger, avaient réussi des expériences comparables mais la mémoire collective a retenu celle du Normand. Peut-être à cause du côté autodidacte du personnage et parce que toute une ville était derrière son projet. Mais à vrai dire, parler de vol à propos de cet exploit paraît très exagéré à Paul Cornu lui-même.
D’après L’Histoire de l’hélicoptère de Jean Boulet (France Empire 1991), il y aurait eu simplement un « effet de sol ».
Par la suite, Paul Cornu continue de travailler dans l’atelier familial et poursuit ses expériences, notamment sur les hélices et brevette un système permettant la variation cyclique d’incidence des pales. Après la Première Guerre mondiale, il se découvre une nouvelle passion : la construction de postes de radio.

## Autres inventions
L’hélicoptère ne fut pas le seul centre d’intérêt de Paul Cornu qui fit preuve d’inventivité à propos de beaucoup d’autres applications mécaniques :
- 1898 : bicyclette à moteur ;
- 1899 : brevet de moteur rotatif ;
- 1900 : moteur à course de piston variable ;
- 1901 : horloge thermique ;
- 1902 et 1903 : tricycle à vapeur et moto ;
- 1904 : voiturette.

## Galerie

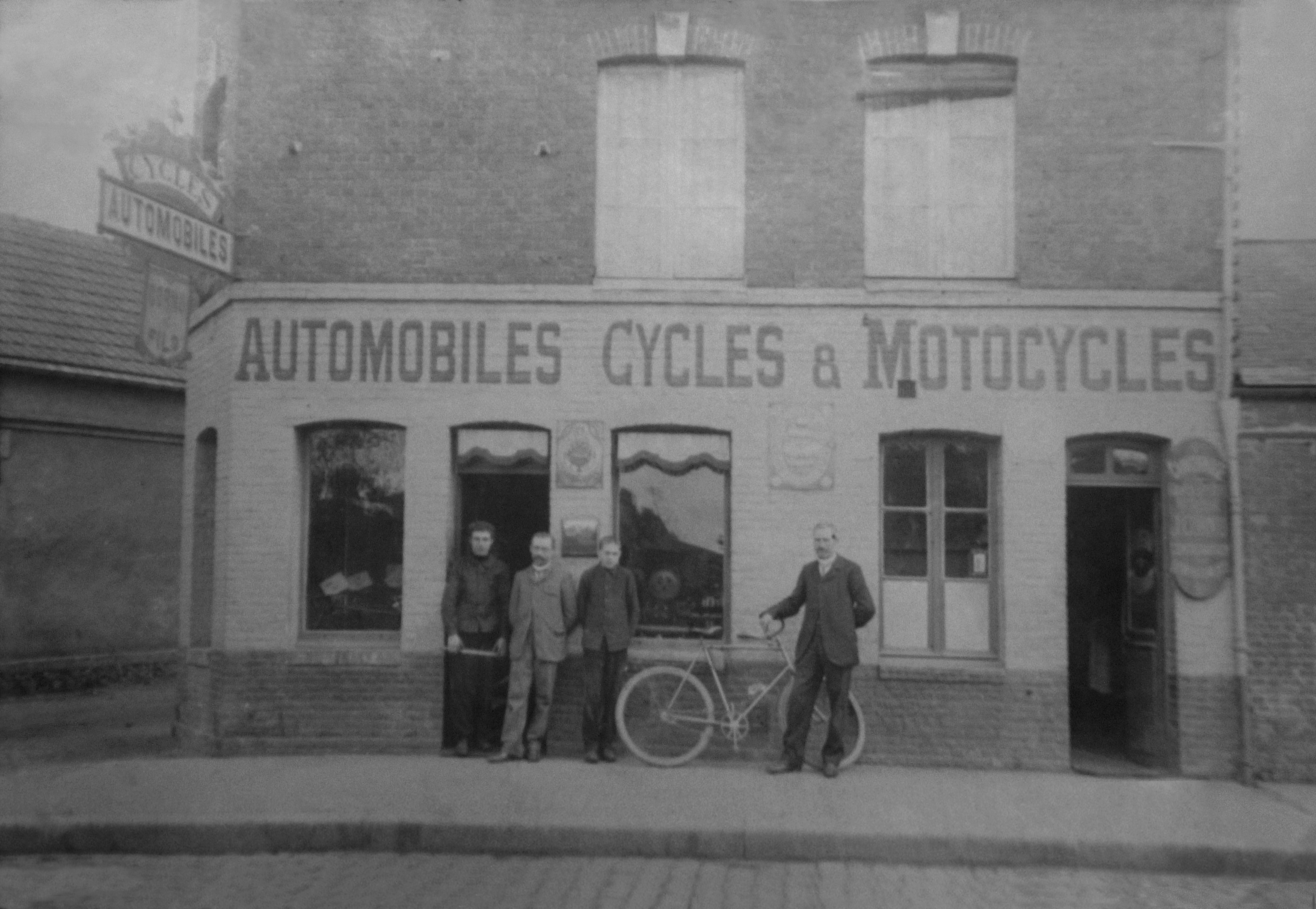
La boutique des Cornu père et fils, rue de la Gare à Lisieux au début du XXe siècle.
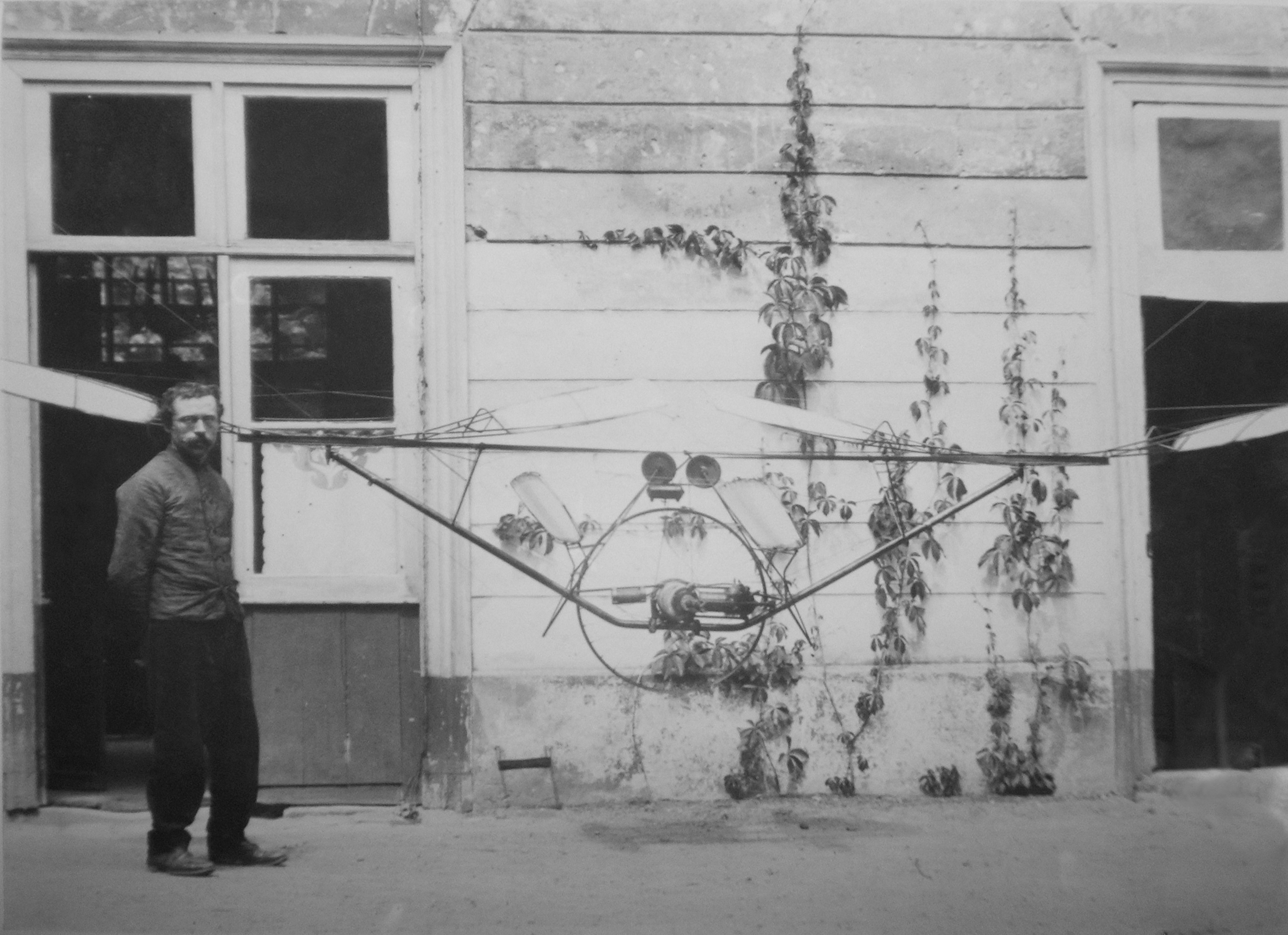
Paul Cornu et la maquette de son hélicoptère devant l’atelier familial à Lisieux.
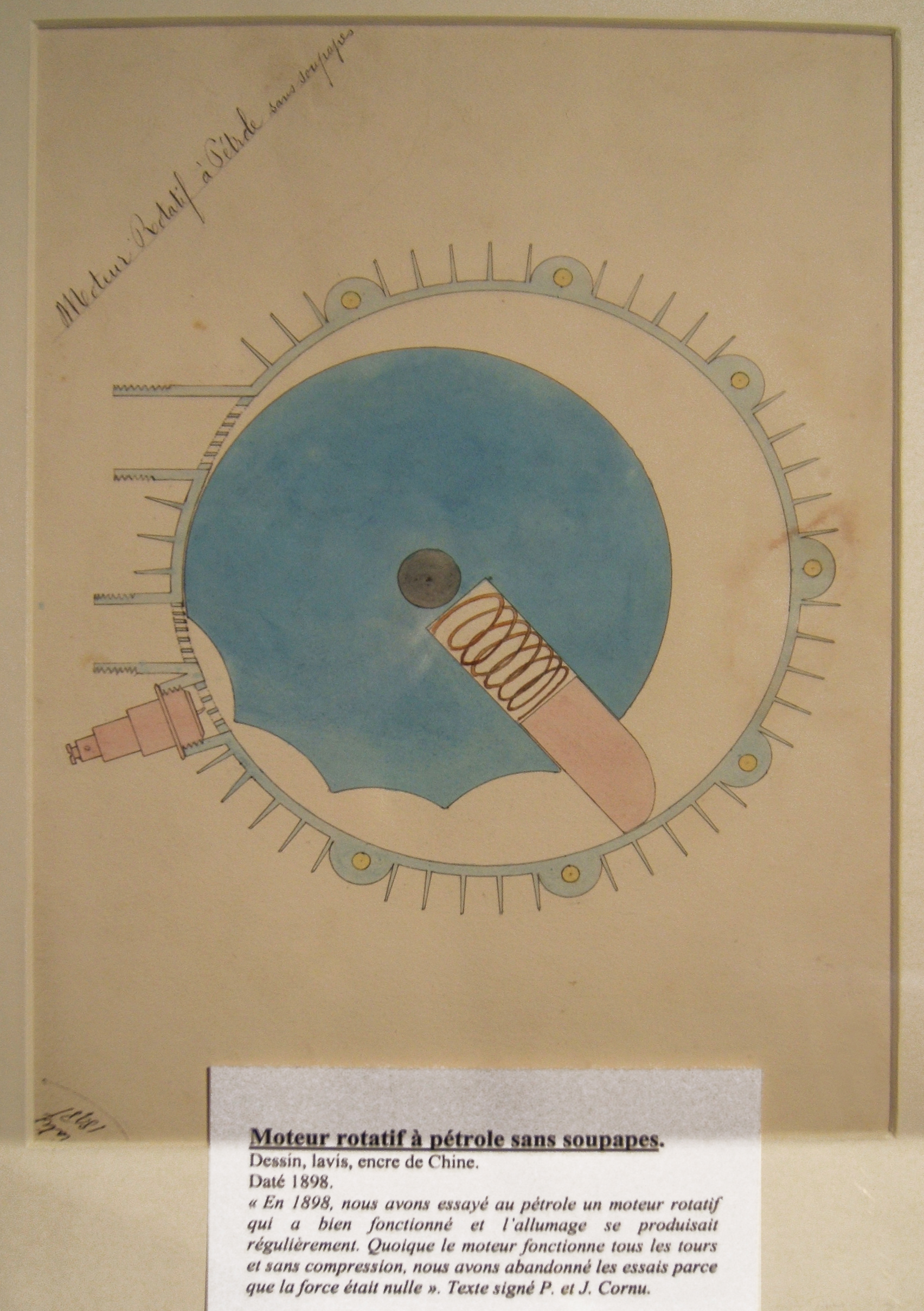
Croquis du moteur rotatif Cornu, réalisé par Paul Cornu en 1898.
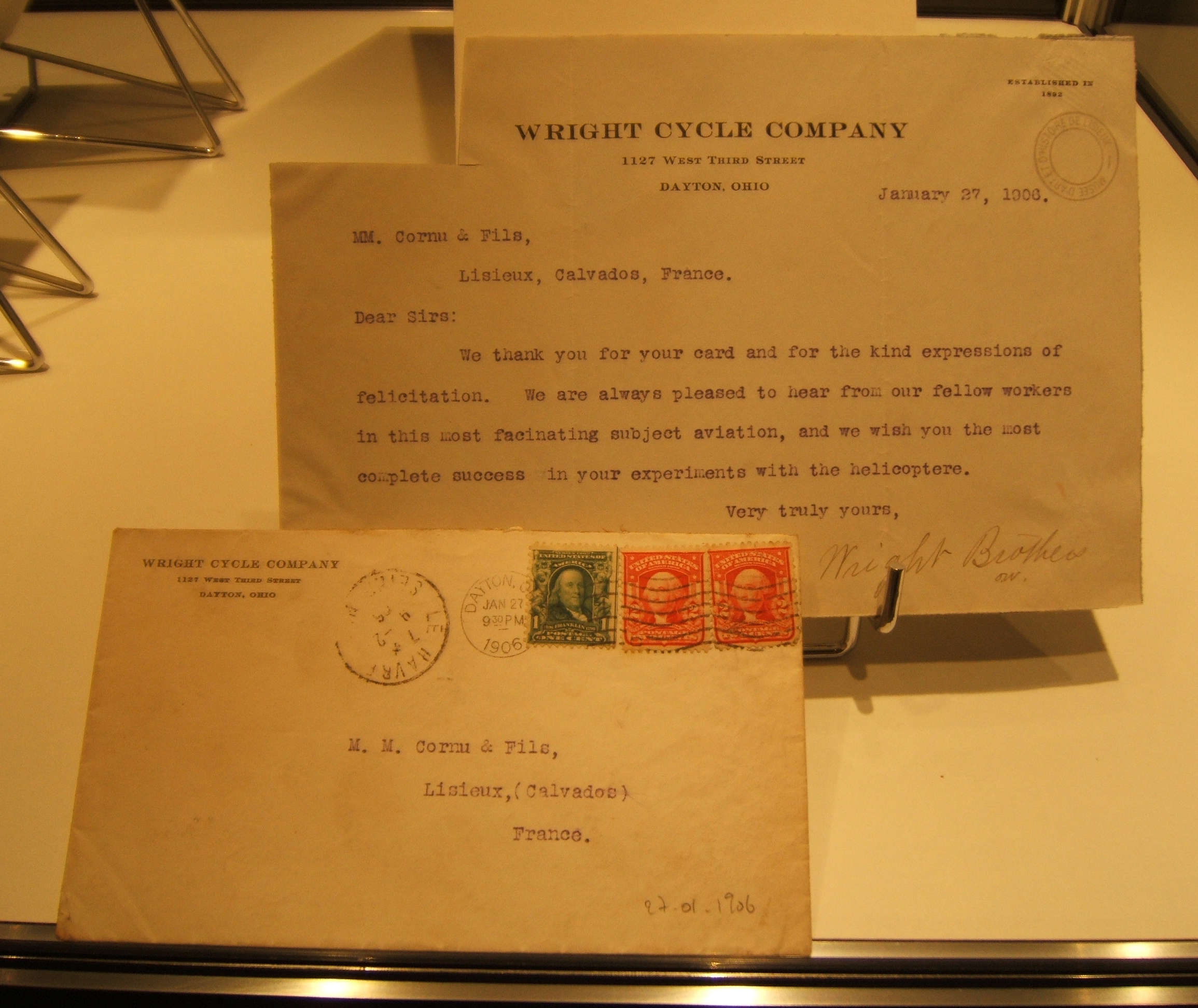
Lettre des frères Wright adressée à Jules et Paul Cornu le 27 janvier 1906 depuis Dayton en Ohio.
Reproduction de l’hélicoptère de Paul Cornu réalisée par des élèves ingénieurs de l'ESTACA à l’occasion du centenaire du premier vol, et exposé dans la cour carrée du Louvre en 2007.
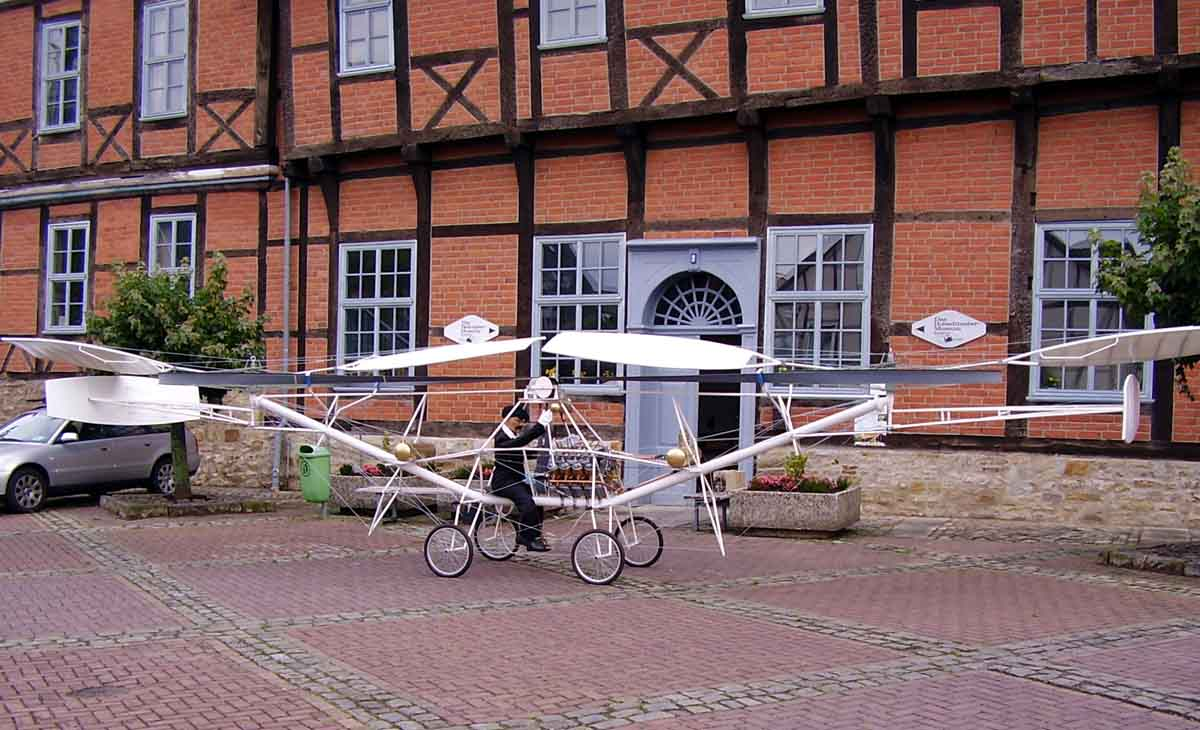
Réplique du premier hélicoptère au monde, le Cornu n° 2, devant le musée de l'hélicoptère de Bückeburg en Basse-Saxe en Allemagne.
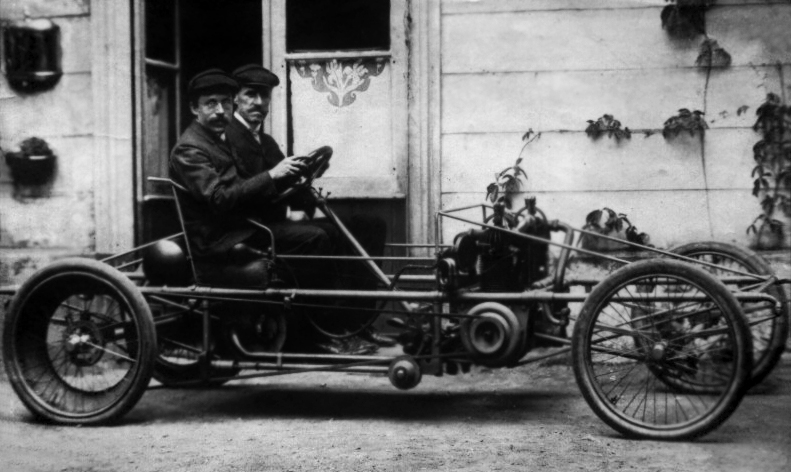
Paul Cornu et son père Jules à bord de leur voiturette ultra légère qu'ils ont conçue et construite ensemble, à Lisieux, en 1904.
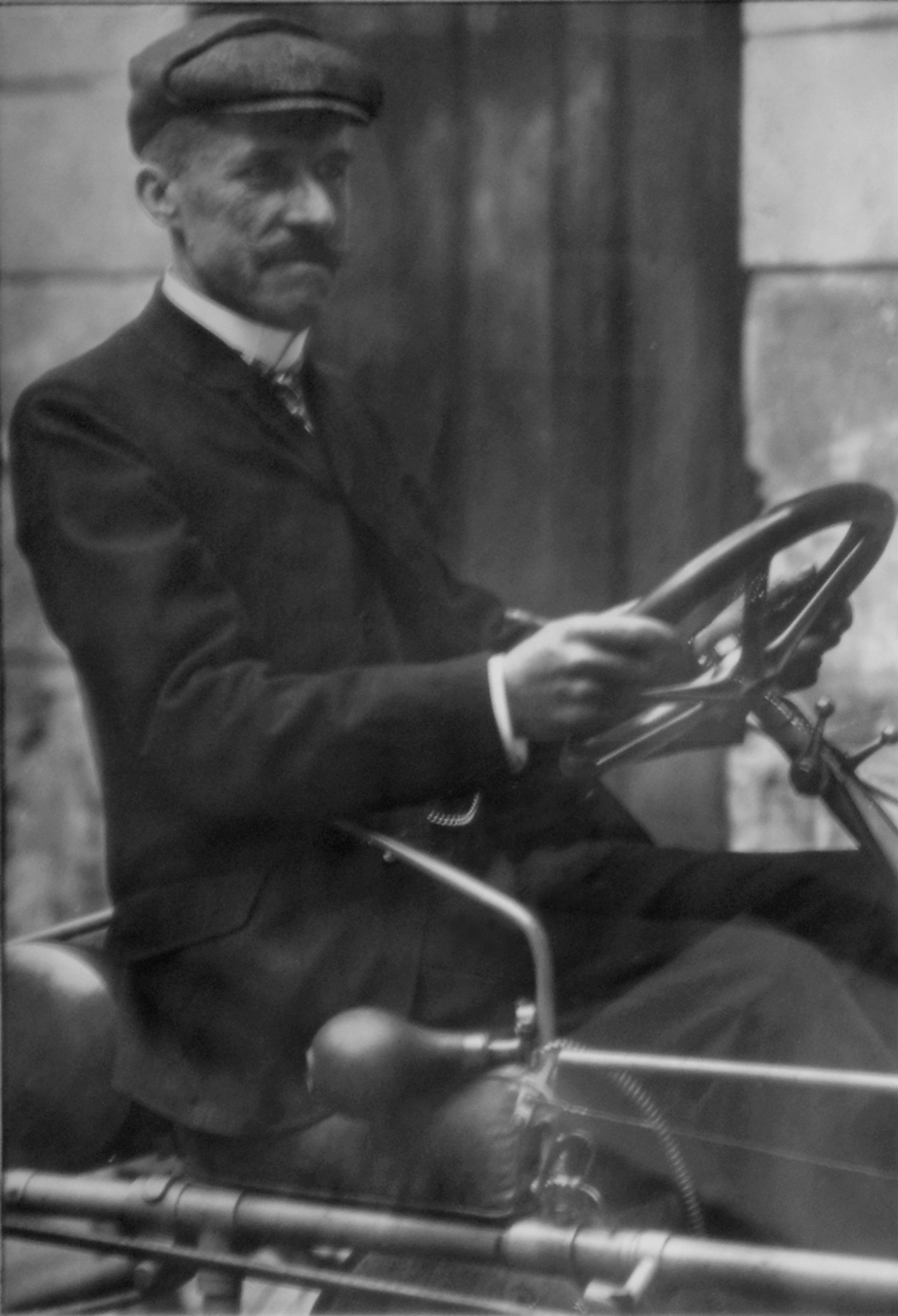
Jules Cornu au volant de la voiturette conçue et construite avec son fils Paul.
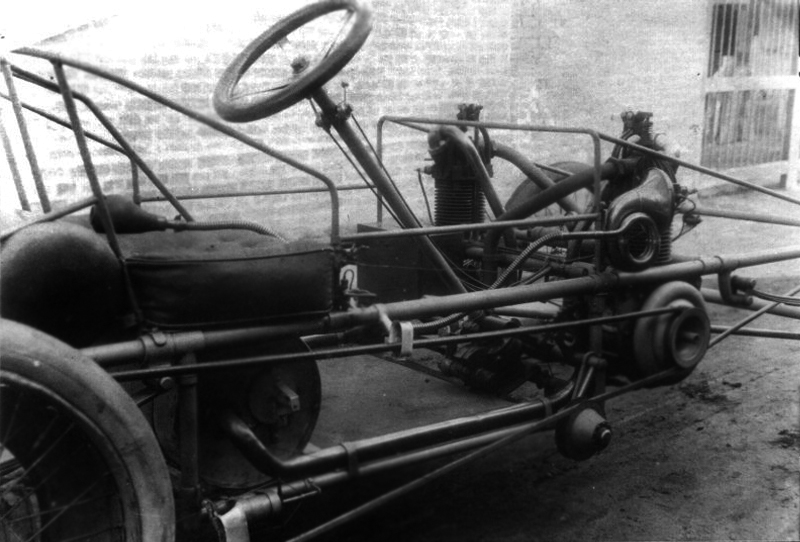
Le prototype de voiturette ultra légère, conçue et construite par Jules et Paul Cornu, à Lisieux, en 1904.
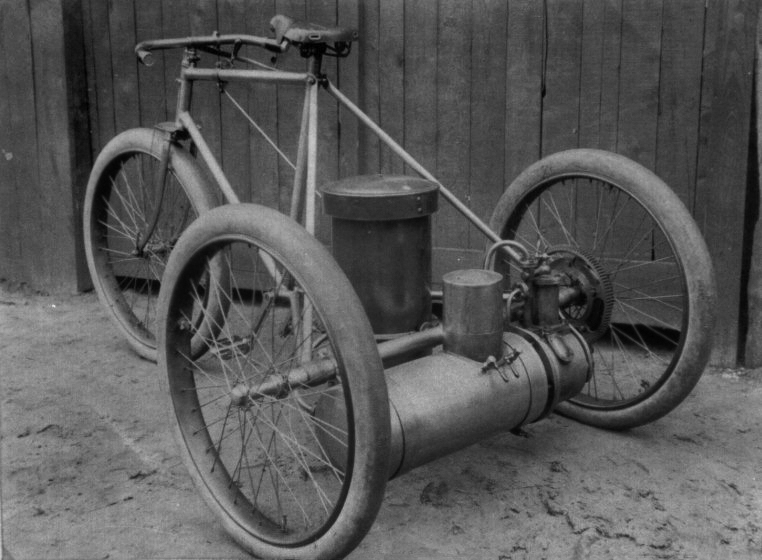
Tricycle à vapeur conçu et construit par Jules et Paul Cornu, à Lisieux, en 1901.
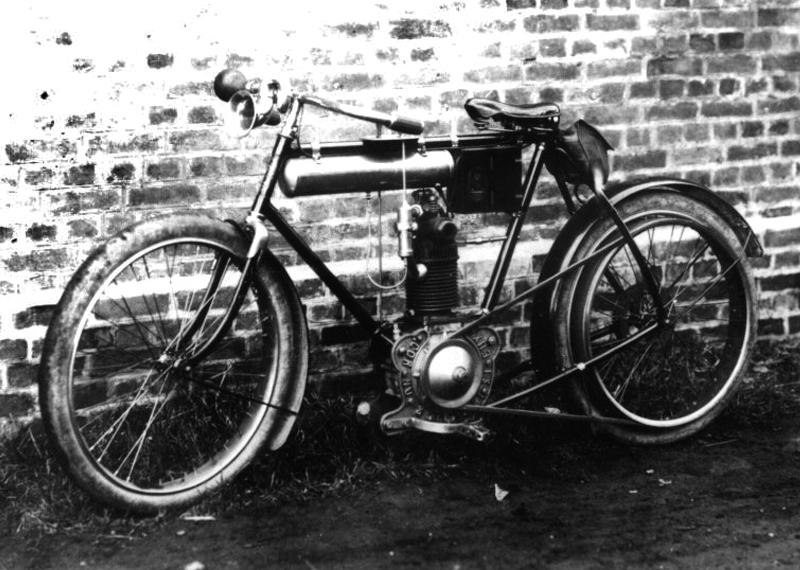
Moto conçue et construite par Jules et Paul Cornu, à Lisieux, au début du XXe siècle.
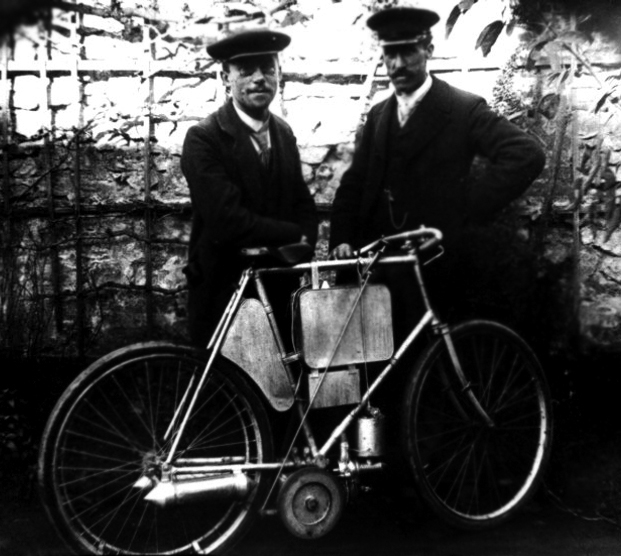
Jules et Paul Cornu avec le vélo à moteur qu'ils ont conçu et construit à Lisieux, en 1898.
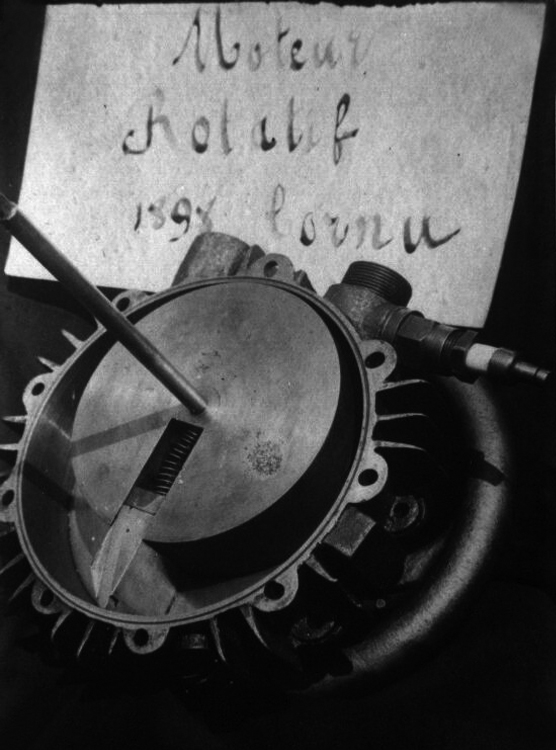
Moteur rotatif Cornu, conçu et fabriqué en 1898 à Lisieux.
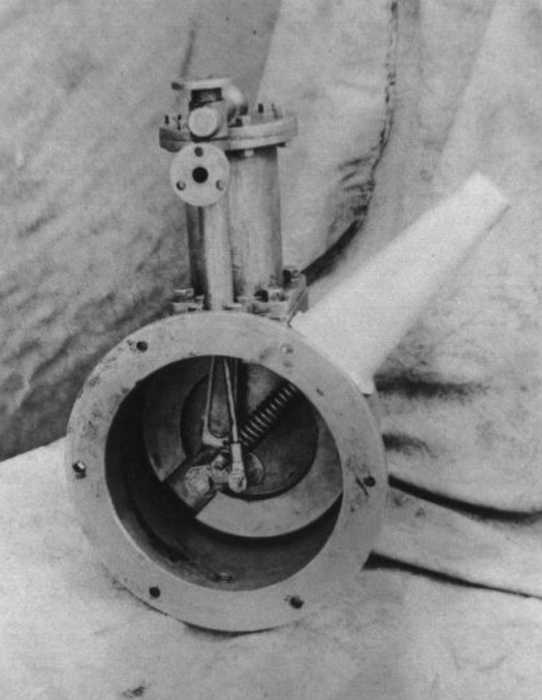
Moteur rotatif Cornu ouvert.
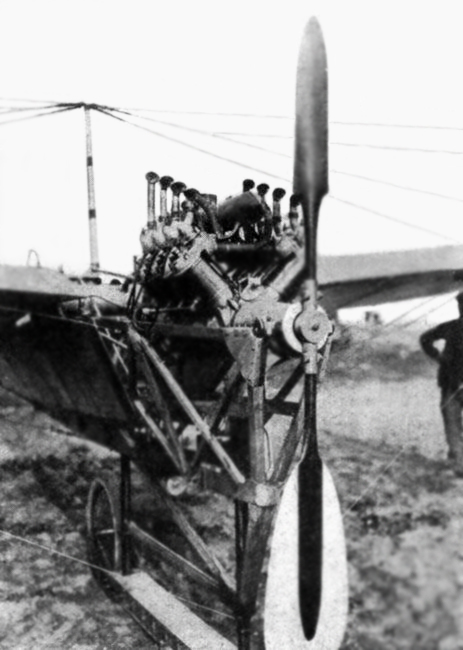
Moteur Antoinette 8 qui sera monté sur l'hélicoptère de Paul Cornu.